# Áspero (Caral)

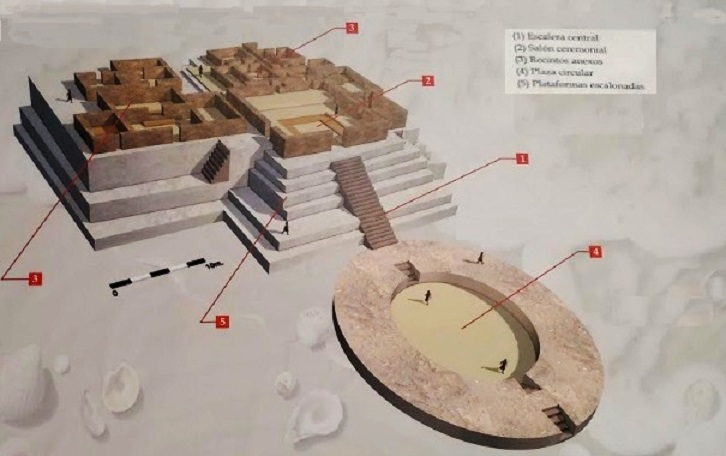
Reconstrucción hipotética de una de las huacas o templos de Áspero, Supe.

Áspero, llamado también El Áspero, es un complejo arqueológico que se halla situado cerca de la desembocadura del río Supe, al sur de Supe Puerto, en la costa central del Perú. Pertenece al periodo arcaico tardío, de 3000 a 1800 a. C. y está relacionado con la antigua ciudad de Caral, situada en la parte media del mismo valle de Supe, de la que presumiblemente fue su centro pesquero. Sus principales estructuras arquitectónicas son los templos o huacas denominados Huaca Alta, Huaca de los Ídolos y Huaca de los Sacrificios; en esta última se han hallado restos de sacrificios humanos. En la Huaca de los ídolos se ha descubierto en el 2016 los restos de una mujer, que se presume pertenecía a la élite local de hace 4500 años. Fue descubierto por Ruth Shady, quien también descubrió la ciudad sagrada de Caral.

## Ubicación geográfica
Está situado en la margen derecha del río Supe, a 2 km al sur del puerto del mismo nombre, a unos 500 m del Océano Pacífico, en medio de cerros arenosos, humedales y campos de cultivo. Pertenece a la jurisdicción del distrito de Supe Puerto de la provincia de Barranca del departamento de Lima. Para llegar hasta el sitio se debe recorrer una vía afirmada de 2 km al suroeste de la Plazuela Grau, por la Urbanización Pérez de Cuellar.

## Estudios
La primera descripción de este sitio la hizo el arqueólogo alemán Max Uhle, que a principios del siglo XX lo identificó como un asentamiento de pescadores arcaicos. Luego, en 1941, fue excavado de forma preliminar por los arqueólogos Gordon R. Willey y John Corbett, quienes al no hallar restos de cerámica, se equivocaron en el fechado cronológico y lo relacionaron con un cementerio cercano, de época más tardía. Consideraron además a los montículos como formaciones naturales.
En los años 1970 Robert A. Feldman reexaminó el lugar. Determinó que el sitio era mucho más antiguo y que la ausencia de cerámica era precisamente debido a ello, remontando su fecha a la época llamada Precerámica. Excavó los montículos y describió las estructuras llamadas «Huaca de los Ídolos» y «Huaca de los Sacrificios», que son las mayores del sitio, las cuales se distinguen por exhibir recintos de tipo ritual en sus plataformas superiores. En la Huaca de los Ídolos, Feldman halló figurillas humanas elaboradas con barro crudo, es decir, no sometido a cocción. Y en la Huaca de los Sacrificios halló entierros humanos.
En la década de 1980 el sitio fue abandonado y un gran sector del mismo se convirtió en un basurero municipal de los distritos de Supe Puerto y Supe.
A partir de 1997, los descubrimientos en Caral suscitaron el interés en la investigación de Áspero, como exponente del desarrollo civilizatorio andino en la zona del litoral marino.
En el 2005 el Proyecto Especial Arqueológico Caral-Supe (PEACS), con Ruth Shady y Daniel Cáceda a la cabeza, firmó un convenio de cooperación interinstitucional con la Municipalidad de Supe, que proveyó de maquinarias con las que se eliminaron unas 8400 toneladas de basura moderna que se había acumulado en el sitio durante casi 30 años. Se iniciaron así los trabajos de investigación, conservación y puesta en valor del sitio arqueológico.
En el 2009, tras cuatro años de labor, el PEACS mostró los primeros resultados de sus investigaciones. Estos resultados sustentaron la implementación de un circuito complementario al de Caral, pues según todos los indicios, Áspero estuvo vinculada a esta ciudad, de la que habría sido su centro pesquero. Las investigaciones continúan.
En el 2016 se dio a conocer el hallazgo de otros restos humanos, esta vez en la Huaca de los ídolos. Se trataría de una mujer de unos 40 años, perteneciente a la elite, presumiblemente sepultada hacia el 2500 a. C. También se hallaron ocho flautas traversas, hechas de hueso de animal, que recuerdan a otras halladas en Caral, lo que sería otro indicio más de su relación con este centro arqueológico.
En abril de 2025 se anunció el hallazgo de otra tumba femenina de élite en la Huaca de los Ídolos, con una datación de alrededor de 4800 años de antigüedad. Según los arqueólogos, los restos corresponden a una mujer de aproximadamente 35 años, enterrada con ofrendas de caracoles y tejidos. Este descubrimiento refuerza la importancia de la figura femenina en la sociedad de Áspero y su relación con Caral.

## Cronología
Los monumentos se ubican entre 3000 y 2500 a. C. La Huaca de los Sacrificios ha arrojado fechados de 2930 a 2553 a. C. y la Huaca de los Ídolos de 3055 a 2558 a. C.

## Descripción
El complejo ocupa 18.75 hectáreas, espacio en el que se distribuyen aproximadamente 30 edificios, alguno de ellos de características monumentales, como la Huaca Alta, la Huaca de los Ídolos y la Huaca de los Sacrificios. También existen construcciones menores, como unidades residenciales de elite, depósitos subterráneos, conjuntos habitacionales, etc.
De acuerdo a la ubicación y características de sus edificaciones, así como siguiendo la tradicional costumbre andina de la dualidad (recordemos el Hanan y el Hurin de los incas), los arqueólogos del PEACS han dividido a Áspero en dos sectores:
- Áspero Alto: Construido sobre las colinas situadas al oeste, comprende las tres pirámides más grandes: Huaca de Los Ídolos (Sector B), Huaca Alta (Sector A) con sus respectivos espacios públicos (plazas circulares) y la Huaca de los Sacrificios (sector L), además de conjuntos residenciales (Sector F) y áreas de almacenes (Sector I).
- Áspero Bajo: Construido al pie de las colinas y sobre la hondonada del norte. Es un conjunto de edificios más pequeños (Sector O y Sector P), dos pirámides (Sectores Q y T) al lado de un amplio conjunto residencial (Sector R) y una extensa plaza central.

## Las huacas o templos principales
Los monumentos de Áspero se caracterizan por ser de forma piramidal, con plataformas superpuestas y con una escalera en el centro de su fachada que conduce hacia la cima de la construcción, donde se levantan recintos pequeños con frisos y nichos de adobe. Están construidas con piedras sin trabajar, unidas con barro. Estas pirámides se distribuyen alrededor de un espacio abierto o plaza central, hacia el cual fueron orientadas las fachadas. Lo que fuera la plaza central se encuentra ahora convertida en campo de cultivo y en un totoral.
La Huaca Alta es la de mayor tamaño y se ubica en la parte más alta del sitio, por lo que se deduce que era la principal construcción. Lamentablemente ha sufrido la depredación de los huaqueros desde principios del siglo XX, a tal extremo que su parte central está totalmente destruida, mostrando una estructura ahuecada. De acuerdo a los indicios hallados, se utilizó dinamita y barretas de hierro para consumar dicha destrucción.
La Huaca de los Ídolos lleva ese nombre porque Feldman halló en su zona más alta una docena de figurillas humanas modeladas en arcilla blanca, pero sin haber sido sometidas a cocción. Se hallaban bajo el piso y estaban rodeadas por canastilla y hojas de chira, lo que indica que formaban parte de una ofrenda votiva. En el 2016 se puso al descubierto los restos la denominada Dama de los cuatro tupus, que según los indicios pertenecía a la clase dirigente.
La Huaca de los Sacrificios se llama así por haberse hallado en ella entierros humanos, entre ellos los de dos niños, posiblemente sacrificados. Tiene un diseño más complicado que el de las anteriores pirámides.

## Entierros humanos
En la década de 1970 Feldman encontró en la sección superior de Huaca de los Sacrificios el entierro de un adulto sin ofrendas y el de un bebé, que se hallaban debajo de una piedra con cuatro patas. El bebé estaba ligeramente flexionado sobre su hombro derecho y tenía la cabeza hacia el norte. Asimismo, estaba envuelto en un tejido de algodón y metido en un cesto, a su vez envuelto en tela de algodón blanco. Se cree que se trata de un infante perteneciente a la clase dirigente, pues tenía un collar compuesto por unas 500 cuentas hechas en molusco, huesos y piedras.
Entre 2005 y 2009, los arqueólogos del PEACS encontraron tres entierros más: dos niños de 8 y 10 años, respectivamente, y un neonato. Fueron posiblemente sacrificados, pues los cráneos de los niños muestran claras evidencias de haber sufrido un fuerte golpe que les ocasionó la muerte.
En abril de 2016 se dio a conocer el importante descubrimiento de la Dama de los cuatro tupus: restos óseos de una mujer, en posición flexionada y sepultada en la Huaca de los ídolos, cuya antigüedad de calcula en 4500 años. Junto a los restos se encontraron diversos objetos que en aquella época eran considerados valiosos: cuatro prendedores o tupus de hueso con diseños de aves y monos, un collar de cuentas de molusco, un dije hecho de spondylus, un mate o recipiente que guardaba fragmentos y semillas de hortalizas. Todo lo cual indica que se trataba de una mujer de un alto estatus social, y cuya edad biológica se calcula en 40 años. Shady ha señalado la importancia del descubrimiento, en el sentido de que indica que en aquella remota época, no había distinciones entre hombres y mujeres para desempeñar altas funciones en la ciudad (igualdad de género).

## Función
La presencia humana en el litoral de Supe se remonta a 5000 a. C. Los pobladores vivían entonces en aldeas protegidas por las colinas ubicadas entre las pequeñas quebradas arenosas, que eran las rutas obligadas hacia las playas. Dichas poblaciones se dedicaban a la pesca, la extracción de moluscos, la recolección de plantas y la caza de animales terrestres en las lomas y en el bosque ribereño.
Durante el periodo Arcaico Tardío (3000-1800 a. C.), la población de Áspero creció y se constituyó en ciudad, participando en el proceso de formación de la primera civilización andina, surgida en la región, con centro en Caral. Además de las actividades pesqueras y agrícolas, los pobladores de Áspero aprovechaban los humedales aledaños, donde crecían juncos, cuya fibra se usaba en la fabricación de diversos enseres.
Hacia el 2000 a. C., Áspero empezó a decaer, lo cual se infiere al notarse la pérdida de calidad en sus edificios, así como el progresivo abandono de algunos de ellos. Catástrofes naturales acentuarían la crisis. Finalmente, las principales edificaciones de Áspero fueron destruidas, aparentemente por grupos humanos foráneos, que se instalaron en algunos edificios y se dedicaron al aprovechamiento de los recursos marinos.

## Importancia
Los monumentos de Áspero serían probablemente expresiones de organizaciones políticas equiparables a jefaturas o señoríos; en el plano económico, su población vivía principalmente de los recursos extraídos del mar y del río, mas no de la actividad agrícola. Sus excedentes de origen marino lo intercambiaban con las poblaciones de los valles vecinos, obteniendo así lo que no producían: algodón y alimentos de origen vegetal.

...Hace 5000 años, durante el período Arcaico Tardío (3000 - 1800 a.C.), la población concentrada en Áspero participó en el proceso de formación de la primera civilización andina. La extracción de recursos marinos, en especial de peces –como anchovetas y sardinas– y de mariscos, le permitió integrar la red de intercambio con los pobladores del interior del valle, entre éstos los de la Ciudad Sagrada de Caral. De ellos obtuvo, en particular, la fibra de algodón, necesaria para la manufactura de redes y sedales de pesca, los mates para flotadores y productos vegetales para su alimentación…